# 中田茂
中田 茂（なかだ しげる、1960年5月17日 - ）は、東京都出身の日本の実業家。
株式会社エヴァーグリーン・エンタテイメント代表取締役、株式会社エヴァーグリーン・クリエイティヴ代表取締役。

## 来歴・人物
- 1982年、音楽情報誌「ミュージック・リサーチ」の営業部に所属。その後、徳間書店グループの会社に転職。
- 1986年、株式会社バーニングプロダクション（芸能プロダクション）に入社。おニャン子クラブの渡辺美奈代のマネージャーを担当。その後、女優・松雪泰子、内田有紀のマネージャーを担当。
- 1999年、この年から歌手・郷ひろみのマネージャーを担当し、1999年8月に渋谷で起きた「郷ひろみ無許可ゲリラライブ事件」では、渋谷警察署から事情聴取を受けた。
- 2002年10月、バーニングプロダクションから独立し、有限会社エヴァーグリーン・エンタテイメント（芸能プロダクション）を設立。バーニングプロダクション時代に自身が担当していたウエンツ瑛士や小池徹平は、独立後も業務提携という形でマネージメントを担当している。
- 現在では商号も株式会社に変更し、10代の若手俳優やタレント、ジュニアモデルの育成に力を注いでいる。
- 2011年1月、株式会社エヴァーグリーン・クリエイティヴ（芸能プロダクション）を設立。
- 2014年10月から以前担当していた渡辺美奈代と郷ひろみをマネージメント。